# Hyphessobrycon takasei
Hyphessobrycon takasei är en fiskart som beskrevs av Géry, 1964. Hyphessobrycon takasei ingår i släktet Hyphessobrycon och familjen Characidae. Inga underarter finns listade i Catalogue of Life.